# Numa Pompilio Escobar Zerman
Numa Pompilio Escobar Zerman (Ciudad Juárez (Chihuahua), 14 de agosto de 1874 - Ciudad Juárez, 9 de marzo de 1949) fue un agrónomo Mexicano. Hizo sus estudios profesionales de ingeniero agrónomo en la Escuela Nacional de Agricultura.
En unión de su hermano Rómulo Escobar Zerman fundó el 22 de febrero de 1906 la Escuela Particular de Agricultura de Ciudad Juárez, que posteriormente se convertiría en la Escuela Superior de Agricultura Hermanos Escobar, denominada así en honor de ambos y que llegaría a convertirse en la segunda institución de enseñanza agraria de mayor reconocimiento en México, solo tras la Escuela Nacional Agricultura posteriormente transformada en la Universidad Autónoma Chapingo.
Participó en la publicación de revistas unidas El Hogar y El Agricultor Mexicano que fueron impresas por más de 50 años y de sumo interés para los agricultores y ganaderos.
Fue regidor en la jefatura política presidida por Silvano Montemayor en los años 1903-1906; habiendo sido reelegido como regidor primero propietario de Hacienda para el bienio 1906-1907.
Murió en Ciudad Juárez, Chihuahua el 9 de marzo de 1949.